# Control de precios

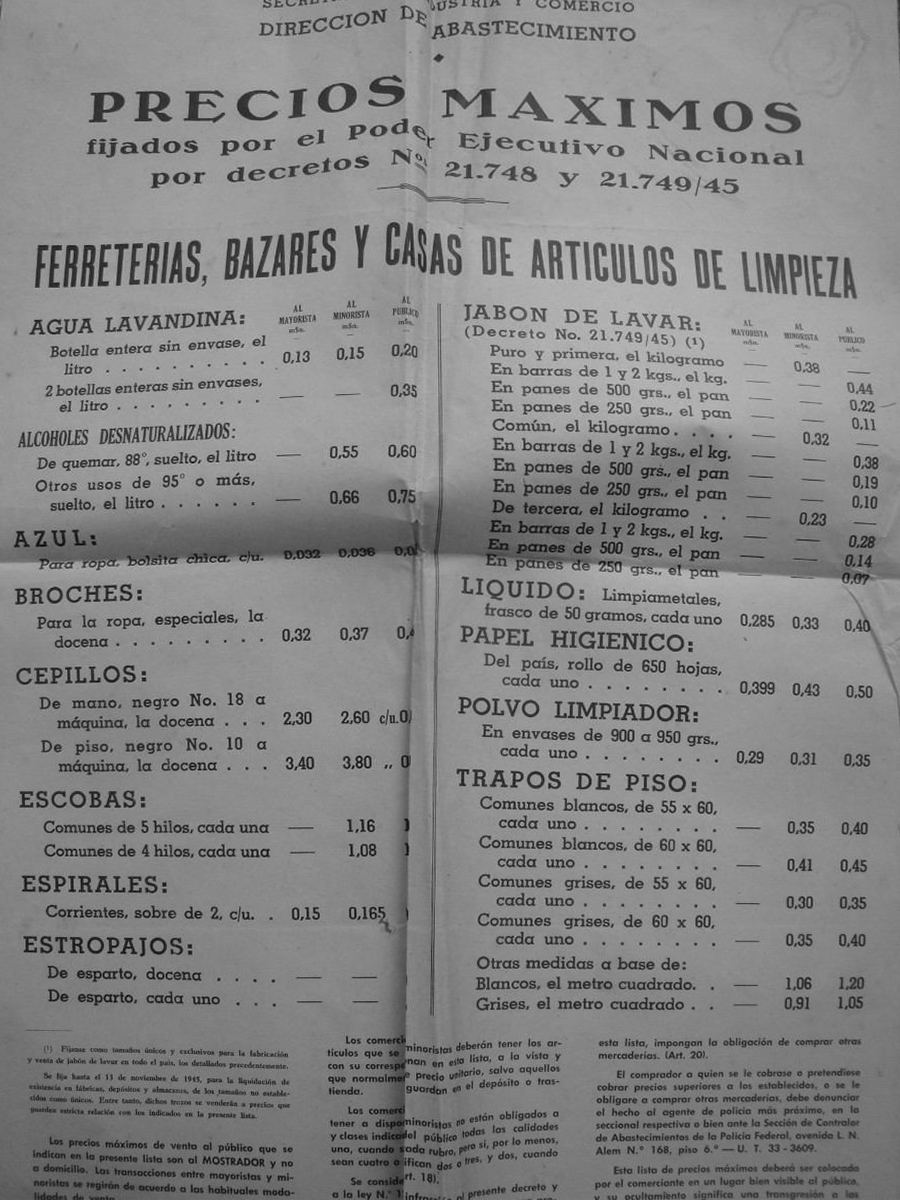
Listado de precios máximos en Argentina, establecidos por el gobierno de Edelmiro Farrell en 1945.

El control de precios es un mecanismo por el cual una autoridad gubernamental impone montos determinados para los precios de bienes y servicios dentro de un mercado determinado, usualmente con la finalidad de mantener la disponibilidad de esos bienes y servicios para los consumidores, evitar incrementos de precio durante periodos de crisis o escasez, o inclusive para asegurar una renta en beneficio de los productores de ciertos bienes, de la misma manera que un subsidio. Otra forma de ejecutar un control de precios consiste en la fijación de precios máximos o precios mínimos.

## Historia

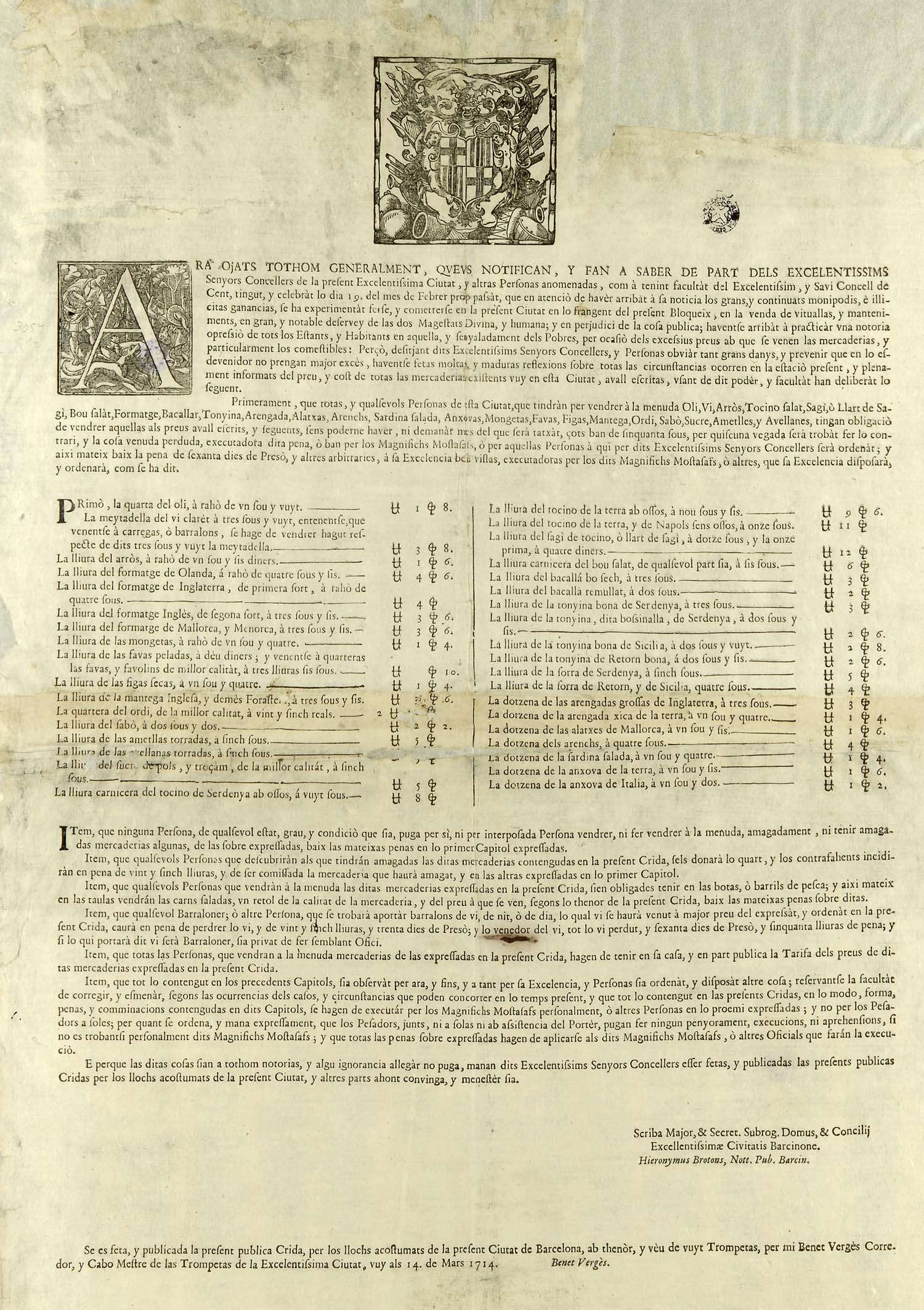
Control de los precios de los productos básicos en Barcelona, fijado por el Consejo de Ciento en 1714.

La existencia del control de precios se remonta a la Antigüedad. En el Antiguo Testamento se insistía en que la autoridad mantenga un límite sobre los precios en el comercio entre las tribus de Israel. En el año 301 el emperador romano Diocleciano emitió su Edicto sobre Precios Máximos que regulaba prácticamente todo el comercio de bienes y servicios dentro del Imperio romano, incluyendo tarifas de transporte y salarios de soldados y jornaleros. Durante el Antiguo Régimen el mercantilismo produjo numerosas medidas de control de precios, como la tasa de granos. Durante la Revolución francesa, la Convención Nacional emitió la Ley del máximum general (Loi du maximum général, 1793), fijando precios máximos para los cereales panificables. La necesidad de reiteración de las medidas de control de precio era prueba del poco éxito en su aplicación.
Históricamente, los controles de precios han sido impuestos como parte de programas de transformación económica más amplios, combinándose con controles sobre los salarios y otras herramientas de regulación económica.
Si bien el intervencionismo económico clásico considera que los controles de precios resultan necesarios para asegurar una mínima disponibilidad de bienes para el consumo masivo, la escuela del liberalismo económico condena el control de precios al considerar que mantener un precio artificialmente bajo alienta el consumo de forma desmesurada hasta agotar la disponibilidad de un bien o servicio; al mismo tiempo, el control de precios desalienta la producción de bienes cuyo precio no alcanza a cubrir su propio costo de elaboración, generando así una escasez artificial. Alegan los seguidores de esta escuela que precisamente las experiencias de control de precios a escala masiva en la historia humana (incluyendo a la antigua Roma y la Francia revolucionaria) han generado siempre un resultado negativo para las economías implicadas.

## Críticas
La principal crítica al control de precios es que al mantener los precios artificialmente bajos, la demanda se incrementa hasta un punto en el cual la oferta no puede satisfacerla, dando lugar a escasez de los productos cuyo precio se controla. Por ejemplo, Lactantius escribió que Diocleciano «mediante diversos impuestos, ha hecho que muchas cosas sean sumamente costosas, por lo que intentó mediante una ley limitar los precios. Luego corrió mucha sangre [de mercaderes] en disputas, los hombres tenían miedo de ofrecer nada a la venta, y hubo mucha escasez y pena. Hasta que, finalmente, la ley [de limitación de precio], luego de demostrar ser destructiva para mucha gente, fue abolida por necesidad». Tal como sucedió con el Edicto de Precios Máximos de Diocleciano, la escasez da lugar al desarrollo del mercado negro, donde los precios por el mismo bien exceden aquellos de un mercado no regulado. Es más, aun cuando se eliminan los controles, los precios inmediatamente aumentan, lo que puede causar un shock temporario en el sistema económico.
Un ejemplo clásico de cómo los controles de precio pueden causar escasez ocurrió durante el embargo de petróleo de los países árabes entre el 19 de octubre de 1973 y el 17 de marzo de 1974. Largas filas de vehículos y camiones se formaron rápidamente en las gasolineras en Estados Unidos y algunas estaciones debieron cerrar a causa de la falta de gasolina al precio bajo fijado por el U.S. Cost of Living Council. El precio fijo era inferior al que el mercado hubiera determinado por sí mismo y, por lo tanto, el inventario se agotó. No importaba si los precios eran fijados en forma voluntaria o involuntaria por debajo del precio de negociación del mercado; la escasez se produce en ambos casos. Los controles de precio fallan en lograr lo que era su objetivo, o sea, reducir los precios pagados por los consumidores; sin embargo, esos controles logran disminuir la oferta. Cuando se eliminaron los controles de precio de la gasolina, la escasez finalizó y las largas filas de vehículos en las gasolineras también.
El premio Nobel Milton Friedman dijo: «Nosotros los economistas no sabemos demasiado, pero lo que sí sabemos es crear escasez. Si usted desea crear una escasez de tomates, por ejemplo, emita una ley por la que los negocios no puedan vender tomates a más de dos centavos por kilo. Instantáneamente, tendrá escasez de tomates. Lo mismo sucede con la gasolina o el gas».
El secretario del Tesoro del presidente estadounidense Richard Nixon, George Shultz, al promulgar la «Nueva Política Económica» de Nixon, levantó los controles de precios que habían comenzado en 1971 (parte del Nixon Shock). Este levantamiento de los controles de precios resultó en un rápido aumento de los precios. La congelación de precios se restableció cinco meses después. La estanflación finalmente terminó en los Estados Unidos cuando la Reserva Federal, bajo la presidencia de Paul Volcker ,elevó las tasas de interés a niveles inusualmente altos. Esto puso fin con éxito a la alta inflación, pero provocó una recesión que terminó a principios de la década de 1980.